# Brandon Miller
Brandon Jordan Miller (Nashville, 27 febbraio 2002) è un cestista statunitense, professionista nella NBA con gli Charlotte Hornets.

## Carriera
Dopo aver trascorso una stagione con gli Alabama Crimson Tide, nel 2023 si dichiara per il Draft NBA, venendo selezionato con la seconda scelta assoluta dagli Charlotte Hornets.

## Statistiche

### College
| Anno      | Squadra            | PG | PT | MP   | TC%  | 3P%  | TL%  | RP  | AP  | PRP | SP  | PP   |
| --------- | ------------------ | -- | -- | ---- | ---- | ---- | ---- | --- | --- | --- | --- | ---- |
| 2022-2023 | Alabama Crim. Tide | 37 | 37 | 32,6 | 43,0 | 38,4 | 85,9 | 8,2 | 2,1 | 0,9 | 0,9 | 18,8 |
| Carriera  | Carriera           | 37 | 37 | 32,6 | 43,0 | 38,4 | 85,9 | 8,2 | 2,1 | 0,9 | 0,9 | 18,8 |

### NBA

#### Regular Season
| Anno      | Squadra           | PG  | PT | MP   | TC%  | 3P%  | TL%  | RP  | AP  | PRP | SP  | PP   |
| --------- | ----------------- | --- | -- | ---- | ---- | ---- | ---- | --- | --- | --- | --- | ---- |
| 2023-2024 | Charlotte Hornets | 74  | 68 | 32,2 | 44,0 | 37,3 | 82,7 | 4,3 | 2,4 | 0,9 | 0,6 | 17,3 |
| 2024-2025 | Charlotte Hornets | 27  | 27 | 34,2 | 40,3 | 35,5 | 86,1 | 4,9 | 3,6 | 1,1 | 0,7 | 21,0 |
| Carriera  | Carriera          | 101 | 95 | 32,7 | 42,8 | 36,6 | 83,7 | 4,4 | 2,7 | 0,9 | 0,6 | 18,3 |

## Palmarès

### Individuale

#### NBA
- NBA All-Rookie First Team (2024)

## Premi e riconoscimenti
- McDonald's All-American (2022)